# Роберт Гедін
Ро́берт Геді́н  (швед. Robert Hedin, 2 лютого 1966) — шведський гандболіст, олімпійський медаліст.

## Виступи на Олімпіадах
| Олімпіада      | Дисципліна | Місце |
| -------------- | ---------- | ----- |
| Барселона 1992 | гандбол    | 2     |
| Атланта 1996   | гандбол    | 2     |